# Boleslav I av Böhmen
Boleslav I av Böhmen, död 967, var regerande hertig av Böhmen från 935 fram till sin död. 

## Biografi
Boleslav lät 935 mörda sin bror Wenzel av Böhmen och blev därefter själv Böhmens furste. Han försökte som sådan frigöra sig från beroendet av Tysk-romerska riket, vari Böhmen råkat under brodern, dock utan framgång. Däremot hade han framgångar i krig mot Ungern och Polen och utvidgade åt dessa håll sitt rike. Boleslav var även verksam för att införa en statsförvaltning i Böhmen.
Slavhandeln i Prag till slaveri i Al-Andalus är känd som en betydande inkomst till Böhmen under hans och hans efterträdares regeringstid.